# Ulum dalska
Ulum dalska (svenska: Vi ska tala älvdalska) är en ideell förening baserad i Älvdalen i Dalarna som kämpar för älvdalskans överlevnad. 
Föreningen Ulum dalska värnar om det älvdalska språket och för att älvdalska ska accepteras som officiellt minoritetsspråk i Sverige. Älvdalskan har länge ansetts som en dialekt av svenskan, men har på senare tid börjat accepteras som ett eget språk. Älvdalska har sedan mer än hundra år trängts ut av svenska. Ulum dalska försöker motverka utvecklingen och få barn och ungdomar att lära sig språket.
Ulum dalskas styrelse består av ordförande, viceordförande, sekreterare, kassör, fyra ledamöter och två ersättare.
Föreningen har cirka 2 000 medlemmar varav största delen kommer från Älvdalen och närregionen.

## Historik
År 1984 startade Mora Tidning genom Björn Rehnström kampanjen Rädda älvdalskan. Denna kampanj ledde till ett möte med över hundra älvdalingar närvarande i juni samma år, vilket ledde till grundandet av en förening för att bevara lokalspråket. Denna fick namnet Ulum dalska efter en tävling. Intresset var större än man förväntade sig och redan efter några månader hade föreningen omkring 700 medlemmar. Detta första år anmälde Ulum dalska Sveriges Radio till Radionämnden för att inte sända program på älvdalska. År 1985 tog föreningen kontakt med kulturminister Bengt Göransson, som utverkade att man fick 50 000 kr ur Fonden för särskilda kulturändamål. År 1986 fanns planer att starta en närradio, inklusive sändningar på älvdalska, kurser och sagostunder för de minsta. Samma år anordnade föreningen novelltävlingen Skrievum dalska och utgav Älvdalsk ordbok. Tryckkostnaden betalades med medlen från Fonden för särskilda kulturändamål.
År 1987 kom den första barnboken på älvdalska, och samma år anordnades en dialektkonferens på Älvdalen Hotell. År 1988 blev en milstolpe för föreningen. Medlemsantalet uppgick till 1 000 medlemmar. År 1994 firades tioårsjubileum med gudstjänst och psalmer på älvdalska i Evertsbergs kapell och festligheter på Boggbergets festplats. År 1998 anordnade Ulum dalska sina första språkkurser med Bengt Åkerberg som lärare. Året därpå utgavs Sagan om älgkalven Rod av Björn Rehnström.
År 2000 utgavs Kerstin Ekmans Rattsjin, en översättning av Hunden. Kerstin Ekman blev så intresserad av projektet att hon avstod från ersättning. År 2001 fick föreningen Vuxenskolans kulturpris, med motiveringen: "Ulum dalska har genom sitt arbete för älvdalskans bevarande utfört en betydande kulturgärning. Våra lokala språk och dialekter är viktiga delar av det kulturarv som riskerar att gå förlorat om vi inte medvetet vårdar och för vidare kunskap och traditioner till kommande släkten. Ulum dalska i Älvdalen har, under de 16 år de varit verksamma, gjort stora folkbildningsinsatser genom att dokumentera och lära ut sitt lokala språk, älvdalskan.” Detta år nådde medlemsantalet 2 000 medlemmar. Föreningen var även inbjuden till EU:s kulturministermöte i Falun den 22 maj som en av fyra europeiska språkföreningar. År 2004 genomfördes under två dagar den första konferensen om älvdalska, Fuost konferensn um övdalsku i samarbete med Uppsala universitet, med ett 60-tal deltagare. Kommunen uppvaktades om att sätta upp tvåspråkiga vägskyltar i Älvdalen. Konferensen avslutades med premiärvisning av Lena Egardts musikal på älvdalska, Oderwais.
År 2005 var det premiär för val av älvdalska på högstadiets schema. Sagostunder på älvdalska genomfördes på Älvdalens bibliotek, lästa av Gerda Werf. År 2006 valdes Gösta Larsson till ny ordförande. År 2008 anordnades den andra språkkonferensen med nordiska forskare. Före konferensen ordnade Gösta Larsson en enkätundersökning bland Älvdalens sockens unga, för att se hur det stod till med älvdalskan bland barn under 15 år. Enkäten visade att 45 barn under 15 år pratade älvdalska i Älvdalens socken. Konferensen utsåg Lena Willemark till ambassadör för Älvdalen och älvdalskan. Detta år kom den första barnskivan på älvdalska ut, Upi gron såt aikuonn med stöd av Ulum dalska. De första vägskyltarna på älvdalska sattes också upp detta år. Älvdalens besparingsskog inrättade på initiativ av Ulum dalska ett stipendium för tredje-, sjätte- och niondeklassare som går på Älvdalsskolan.
Ulum dalska har länge kämpat för att få en älvdalskspråkig grupp i områdets förskolor. På hösten 2016 började den första enspråkiga, med språkbad-metoden, förskolegruppen på älvdalska i Älvdalen.

## Verksamhet
Älvdalska språkrådet (älvdalska: Råðdjärum) började sin verksamhet 2004 och består av sex medlemmar som inkluderar Östen Dahl, Gunnar Nyström, Yair Sapir, Lars Steensland, Inga-Britt Petersson och Ulla Schütt. En av dess första uppdrag var att skapa en ortografi för älvdalska..
Föreningen har också ordnat språkkurser (både fysiska och på distans). Kurser, som har haft ca. 25 deltagare, har hjälpt språket att spridas också utomlands till USA, Tjeckien och Tyskland.
Sedan 2009 har Ulum dalska tillsammans med Älvdalens Besparingsskog koordinerat och delat ut stipendier för lokala skolelever som väljer att tala älvdalska. Stipendierna delas till elever som slutar klass tre, sex och nio. Stipendiets belopp är 6000 för niorna och 500 kronor för sexorna. Treornas stipendium består av ett diplom och älvdalskspråkig litteratur..

## Utgivning av skrifter på älvdalska
- 1985 - En bok av Lars Levander om älvdalsmålet
- 1986 - Älvdalsk ordbok
- 1987 - Rut ”Puck” Olsson: Mumunes Masse (barnbok)
- 1994 - Lars Steensland: Älvdalska växtnamn förr och nu, med ekonomiskt stöd från föreningen Ulum dalska
- 2000 - Kerstin Ekman: Rattsjin, översättning av Hunden
- 2005 - Gösta Larsson:  Övdalska i fickformat
- 2010 - Lars Steenslands stora ordbok, finansierad av två älvdalingar i förskingringen, Lars Backsell och Hans Dalborg.

## Ordförande
- 1984-1989 Erik Westling
- 1989-1994 Lars Nygren
- 1994-2010 Mats Elfquist
- 2005-2006 Anders Hård
- 2006-2010 Gösta Larsson
- 2010-2011 Arne Bogghed
- 2011-2012 Anders Hård
- 2012-2013 Gerda Werf
- 2013-2017 Jan Thomson
- 2017 - ? Emil Eriksson[1]
- ? - Peter Folkesson[13]